# All American Alien Boy
All American Alien Boy je druhé sólové studiové album britského zpěváka Iana Huntera, vydané v roce 1976 u vydavatelství Columbia Records. Vedle jiných se na albu podíleli členové skupiny Queen (Freddie Mercury, Brian May a Roger Taylor), kteří zpívali doprovodné vokály. V roce 2006 vyšlo album v reedici doplněné o šest bonusových písní.

## Seznam skladeb
Všechny skladby napsal Ian Hunter.
| Pořadí | Název                                   | Délka |
| ------ | --------------------------------------- | ----- |
| 1.     | Letter to Brittania from the Union Jack | 3:48  |
| 2.     | All American Alien Boy                  | 7:07  |
| 3.     | Irene Wilde                             | 3:43  |
| 4.     | Restless Youth                          | 6:17  |
| 5.     | Rape                                    | 4:20  |
| 6.     | You Nearly Did Me In                    | 5:46  |
| 7.     | Apathy 83                               | 4:43  |
| 8.     | God (Take 1)                            | 5:45  |

## Obsazení
- Ian Hunter – zpěv, kytara, klavír, vokály v pozadí
- Chris Stainton – klavír, varhany, mellotron, baskytara
- Jaco Pastorius – baskytara, kytara
- Aynsley Dunbar – bicí
- Gerry Weens – kytara
- David Sanborn – altsaxofon
- Dominic Cortese – akordeon
- Cornell Dupree – kytara
- Don Alias – konga
- Arnie Lawrence – klarinet
- Dave Bargeron – pozoun
- Lewis Soloff – trubka
- Freddie Mercury – vokály v pozadí
- Brian May – vokály v pozadí
- Roger Taylor – vokály v pozadí
- Bob Segarini – vokály v pozadí
- Ann E. Sutton – vokály v pozadí
- Gail Kantor – vokály v pozadí
- Erin Dickens – vokály v pozadí